# Chaplin (Connecticut)
Chaplin es un municipio situado en la región de Northeastern Connecticut (en inglés, Northeastern Connecticut Planning Region), en Connecticut, Estados Unidos. Tiene una población estimada, a mediados de 2022, de 2156 habitantes.

## Geografía
La localidad está ubicada en las coordenadas 41°47′27″N 72°7′46″O / 41.79083, -72.12944 (41.79089, -72.12954).

## Demografía
Según la estimación 2017-2021 de la Oficina del Censo, los ingresos medios de los hogares de la localidad son de $85,083 y los ingresos medios de las familias son de $93,971. Alrededor del 5.1% de la población está por debajo de la línea de pobreza.